# 青山千春
青山 千春（あおやま ちはる、1955年〈昭和30年〉 - ）は、日本の水産学研究者。博士（水産学）、東京海洋大学特任准教授、独立総合研究所代表取締役社長。夫は参議院議員、作家、同研究所元社長の青山繁晴、長男は同研究所前社長の青山大樹。

## 来歴

### 生い立ち
東京都豊島区の出身である。旧帝国海軍足柄軍楽隊とNHK交響楽団で勤めたスタジオ・ミュージシャンでトランペッターの横川秀男と、NHK交響楽団ピアニストの横川和子の間に一人子で生育する。
幼少期から音楽に慣れ親しんだ生活を送り、足柄軍楽隊勤務の父から海にまつわる話を多く聞き、海に憧れて航海士を志す。

### 学生時代
1969年4月に女子学院中学校へ入学する。女子学院高校時代に筑波大学名誉教授猪郷久義が地質学講師として授業を担当したことから大陸移動説に興味を抱き、猪郷が顧問を務める地学班へ入部して現地調査の面白さを体感する。
高校3年の進路決定時に、大陸移動説で学んだマダガスカル島が位置する南極大陸を訪れることを目的に航海士を志す。航海士の要件である海技士資格取得の可否を防衛大学校、海上保安大学校、東京商船大学、東京大学へ問い合わせたが、受験資格は男性のみであった。東京水産大学は、学長の佐々木忠義が「女性を受け入れたら、話題性があって面白い」と歓迎し、受験資格に性別規定が無いことから、1974年4月に東京水産大学水産学部漁業学科へ入学する。

### 青山繁晴
大学院在学中の1978年夏に、練習船海鷹丸三世で晴海埠頭から日本一周航海実習へ出る。7月に小樽港で共同通信社札幌支局の記者が、航海の模様を取材して配信した記事を、産経新聞の人間広場が掲載した。アルペンスキーで負傷した両膝を療養中であった早稲田大学生の青山繁晴は、9月に産経の記事で千春を知ると「この人だ」と感じた。青山は、慶應大学の友人から依頼されて加山雄三の学内コンサートチケットの販売をしていたことから、電話帳を見て豊島区に在住する千春の自宅へ連絡して営業した。早稲田大学と加山雄三に興味があった千春は、値下げを交渉したのちに購入を受諾し、BIG BOX 高田馬場内の喫茶店「フェイスオフ」で初めて出会う。コンサート後に2人が会うことはなかったが、千春は実習航海後に外部の人に会いたくなり青山に連絡し、フェイスオフで再会。青山に随伴して早稲田の講義を受講して会話を重ねるうちに、記者を志望する青山を応援する思いが芽生えた。早稲田の就職課で募集票を見た千春が共同通信社を勧めると、応募した青山は選考で採用が内定し、徳島支局が初任地となった。在学中の1979年5月25日に千春と結婚して夫婦で徳島県へ転居する。千春は、水産大学は休学期間が最長2年間であるため自主退学し、学業を再開可能な機会を待ちつつ専業主婦となった。

### 東京水産大学再入学
青山繁晴が徳島支局、京都支局、大阪支社のそれぞれで勤務する時期に、千春は長男と次男の育児に専念し、子を公園で遊ばせつつ共通一次試験の数学と英語を解くなど思考力の維持に努めた。1987年4月に繁晴が本社政治部勤務となり東京へ転居することを機に、大学へ再入学する準備を始める。1990年に次男が小学校へ入学したことで育児に区切りを付け、35歳で東京水産大学を再受験する。再受験条件とされた海技士試験に合格後の4月に再入学し、11月に海鷹丸三世で世界一周遠洋航海実習へ出る。航海中に湾岸戦争が勃発してイスタンブールから日本へ帰港出来ず、船内で大学院入学試験を受験して合格する。1991年3月に水産大学大学院修士課程を修了して4月に博士課程へ進み、1991年5月から10月と1996年5月から10月にティーチングアシスタントを務めつつ海洋音響学を学び、魚群探知機を用いて魚類以外の生物と海底を探索することを主題に研究を始める。

### 博士号取得、日本海側のメタンハイドレート発見
1997年1月のナホトカ号重油流出事故で、海中の重油湧出量について計測と調査を依頼された水産大学の研究室は、事故海域を海鷹丸四世で調査した帰路に航行魚群探知機を運用しつつ隠岐島東方海域を航行中に、柱状物質の自噴を探知した。これがのちにメタンハイドレートと判明し、千春は研究を開始する。3月25日に大学院博士課程を修了して博士（水産学）を修得するが、42歳の年齢や実務経験不足から民間で職位を得られず、繁晴から紹介されたアジア航測で期限付き特別ポスドク研究員として研究を始める。
1998年4月にアジア航測総合研究所へ入社。2002年4月に繁晴が同僚数人と三菱総合研究所を退職して独立総合研究所を設立すると、千春も取締役として兼務し、10月にアジア航測を退社して環境コンサルティング企業の三洋テクノマリンへ転職する。2004年3月に三洋テクノマリンを退職し、4月に独立総合研究所で自然科学部長に就く。2005年4月、魚群探知機を用いた海底資源探査システム及び海底資源探査方法の特許を取得した。2016年4月1日に東京海洋大学の准教授となり、2017年度に設置された海洋資源環境学部海洋資源エネルギー学科を担当。
2016年4月時点で独立総合研究所の自然科学部長と総務部長代理を兼務し、繁晴に同行する場合があり、同大准教授着任以後、無報酬の取締役に役職変更。2020年11月、同大学特任准教授として産業技術総合研究所委託事業である「海中海底メタン資源化研究開発プロジェクト」の教員に役職変更。
2021年4月1日付け人事にて、長男の青山大樹に代わり、独立総合研究所代表取締役に就任。

## エピソード
- 徳島県に転居した際、生まれから物心就くまで池袋で過ごしたため、都市レベルの落差に愕然としたと明かしている[19]。
- 子育ての為、一旦大学院を退学したが、その後京都市在住時に朝日新聞に「水産大女性第一号、青山千春さんは結婚で航海士になることを挫折した」と青山自身に取材も無く書かれ、夫である繁晴が猛抗議し、後に大学に戻る時には正しい記事を書く約束を取り付けた[注 2][20][21]。
- 東水大へ再入学の為、航海士の受験の際、航海士の受験すら認めない動きがあった。その為、夫である繁晴が取材を通じて繋がりがある、政治家や官僚に認めさせるよう「公憤」として働き掛けをしていた[22]。
- 晴海ふ頭から世界一周遠洋航海に出発後、二男が岸壁から動こうとしなかった。その後、二男が大学入学後下宿した際、その時の紙テープが机の中から見付かり、結果海が嫌いになった事が判明した[23]。
- 遠洋航海実習中、湾岸戦争勃発でスエズ運河が通れない事を、船内FAXで繁晴に伝えたら、その思いを叶える為に、海部俊樹内閣総理大臣に「スエズ運河を通過させるべき」と訴えた結果、文部大臣を通して、大学の学長にまで届き学内中で騒ぎになったので、以後船内FAXが使用禁止になった[24]。

### メタンハイドレート調査について
- 表層型メタンハイドレートの開発費が砂層型と比較し予算が付かないため、資源エネルギー庁に1人で陳情に行き、「日本海側の調査に1000万円出して欲しい」と伝えた際、「政府が地上実験に力を入れているのに、そんな事言ったら国賊ですよ」と言われた。その事を別現場にいた社長である繁晴に電話報告した際に泣いていたため、事情を聞いた繁晴が資源エネルギー庁に直接抗議した[25]。
- 日本はメタンハイドレートのリーディング・カントリーであり、その研究発表は国際的に注目を浴びている[26]。
- 東シナ海での調査で、中国海軍の船が青山の魚群探知機よりも強力な超音波を出して調査を妨害していた[注 3]。

## 学術・研究

### 専門分野
- 海洋環境工学、海洋音響学、海洋物理（モデリング）、海底地質学、航海学、海事法規、安全保障技術

### 学位称号
- 1978年3月 - 高等学校理科・水産教員免許（昭53高二普第890号）
- 1988年9月 - 特殊無線技士（国際無線電話）（第AANR00094号）
- 1990年5月 - 三級海技士（航海）（第5303910000770号）
- 1997年3月 - 博士（水産学）（東京水産大学、課博第133号）

### 取得特許
海底資源探査システム及び海底資源探査法、特許第3662921号、2004年10月22日

### 学界・社会における活動
- 日本水産学会、日本航海学会、日本海洋学会、海洋音響学会、日本地質学会、東京地学協会、AGU(アメリカ地球物理連合)、土木学会、日本極地研究振興会及びNPOみらい有明不知火の各会員

### 論文・発表・報告・執筆
原著論文
- 水槽の水面反射を利用した計量魚群探知機の較正（青山千春、濱田悦之、古澤昌彦）、1997年7月、水産学会誌63(4),570-577
- 海底反射を利用した計量魚群探知機の総合的検証（青山千春、濱田悦之、古澤昌彦）、1999年1月、水産学会誌65(1),76-83
- Near Range Errors in Sound Scattering Measurements of Fish (Masahiko Furusawa, Mitsutosi Hamada, Chiharu Aoyama)、1999年1月、日本水産学会Fisheries Science65(1)
- Designing Acoustic Transmitting- Receiving System for Volume Back- scattering Measurement of Zooplankton (Liu Xuezhen, Masahiko Furusawa, Etsuyuki Hamada, Chiharu Aoyama)、1999年6月、日本水産学会Fisheries Science65(3)
- Characteristics of Environment and Tidal Current in Ariake Sea (Kiyoshi Takikawa,Kenji Tanaka, Chiharu Aoyama)、2003年、Asian and Pacific Coasts 2003
- Ecological System of Ariake Ocean (Kiyoshi Takikawa,Kenji Tanaka, Chiharu Aoyama)、2003年、International Water AssociationAsian Waterqual 2003
- 有明海の過去25年間における海域環境の変動特性（滝川清、田中健路、外村隆臣、青山千春、西山律恵）、2003年、土木学会海岸工学会論文集、50,pp1001-1005,2003
- 干潟を有する閉鎖性海域におけるσ座標系3次元流動解流動解析（滝川清、青山千春,田中健路、渡辺枢）、2004年1月、土木学会海岸工学会西部支部
- 八代海の環境変動の要因分析に関する研究（滝川清、田中健路、外村隆臣、青山千春、森英次、渡辺枢）、2004年11月、土木学会海岸工学会
- Acoustical Survey of Methane Plumes Using the Quantitative Echo Sounder in the Eastern Margin of the Sea of Japan, (C.Aoyama,R.Matsumoto,et all)、2004年11月、Oceans Techno Ocean 2004　論文集,pp1001-1004
- Characteristics of Environment and Tidal Current in Yatsushiro Sea (Kiyoshi Takikawa,Kenji Tanaka, Chiharu Aoyama)、2005年、Asian and Pacific Coasts 2005

口頭発表・ポスターセッション
- 計量魚群探知機による海上浮上重油量の推定（青山千春、濱田悦之、古澤昌彦）、1998年3月、日本海重油流出に関する大学プロジェクトシンポジウム
- 計量魚群探知機による浮上重油の測定の関する試み（青山千春、濱田悦之、古澤昌彦）、1998年5月、日本航海学会海洋工学研究会特別講演
- Acoustical Survey of Methane Plumes Using the Quantitative Echo Sounder in the Eastern Margin of the Sea of Japan, (C.Aoyama,R.Matsumoto,et all)、2004年11月、Oceans Techno Ocean 2004
- Acoustical Surveys of Methane Plumes Using the Quantitative Echo Sounder in the Eastern Margin of the Sea of Japan, (C.Aoyama,R.Matsumoto,et all)、2004年12月、AGU Fall Meeting 2004
- Characteristics of Environment and Tidal Current in Yatsushiro Sea (Kiyoshi Takikawa,Kenji Tanaka, Chiharu Aoyama)、2005年、Asian and Pacific Coasts 2005

報告
- ナホトカ号沈没船体および浮上重油の音響的観測（青山千春、濱田悦之）、1999年5月、平成9年度東京水産大学航海調査報告書
- 那覇港近海の海底エコーの測定（青山千春、高須康介、林敏史）、 2000年3月、平成10年度東京水産大学航海調査報告書
- σ座標を用いた潮流現象シミュレーションモデルの開発（青山千春）、 2002年3月、財団法人ソフトウェア工学研究財団平成13年度高度情報化支援ソフトウェアシーズ育成事業
- σ座標を用いた潮流現象シミュレーションシステムの開発（青山千春）、2002年7月、財団法人海洋調査協会
- ある放送、2003年7月、月刊測量「ふぃめいる」、社団法人日本測量協会
- 海鷹丸でメタンハイドレートの海底を探る、2003年10月、東京海洋大学同窓会誌 楽水2003年10月号(804)　「ニューウェーブ」、財団法人楽水会
- 音響機器を利用したメタンハイドレートに関する研究、2005年1月、東京海洋大学同窓会誌　楽水2005年新年号　「ニューウェーブ」、財団法人楽水会

## 出演番組

### テレビ
- たかじんのそこまで言って委員会（読売テレビ） - 2011年6月12日、2013年5月26日
- ひるおび!（TBSテレビ） - 2013年3月13日
- 情報プレゼンター とくダネ!（フジテレビ）2011年8月18日 VTR出演
- たかじんNOマネー〜人生は金時なり〜（テレビ大阪） - 2012年3月17日 VTR出演、2015年2月14日
- ごごいち!ニュースキャッチ（BS朝日） - 2013年3月22日
- 防人の道 今日の自衛隊（日本文化チャンネル桜） - 2010年4月29日、8月26日、2011年3月30日、4月6日
- 桜ものがたり（日本文化チャンネル桜） - 2012年3月1日、3月15日
- 虎ノ門ニュース 8時入り!（DHCシアター） - 2015年8月20日、2017年8月21日

### ラジオ
- 5年後の夢を語ろう！（ニッポン放送）2013年6月8日、15日
- Jam the WORLD（J-WAVE）2013年8月29日

## 主な著作

### 著書
- 『希望の現場 メタンハイドレート』ワニ・プラス、2013年6月27日。ISBN 978-4-8470-9163-6。[27]
- 『海と女とメタンハイドレート～青山千春博士ができるまで～』ワニ・プラス、2013年8月24日。ISBN 978-4-8470-6063-2。[27]

### 執筆
- メタンハイドレートで海底資源を探る、月刊『世相』「オピニオン最前線」（太陽企画出版）
- 海底新資源、AERA 2005年5月20日号「コメンタリー」（朝日新聞社）
- 計量魚群探知機を利用したメタンハイドレートの観測、特集冷湧水とメタンハイドレート、2005年12月号（月刊地球）